# 東京都道・神奈川県道124号稲城読売ランド前停車場線
東京都道・神奈川県道124号稲城読売ランド前停車場線（とうきょうとどう・かながわけんどう124ごう いなぎよみうりランドまえていしゃじょうせん）は、東京都稲城市と神奈川県川崎市多摩区の小田急小田原線読売ランド前駅を連絡する道路で、一般都道、一般県道に指定されている道路である。ランド通りという別称がある。

## 概要
- Google マップ
- 起点：東京都稲城市町田調布線交点[1]（よみうりランド入口交差点）
- 終点：神奈川県川崎市多摩区西生田（読売ランド前駅）[1]
- 延長
  - 東京都道：2,205m（2023年4月1日現在）[1]
  - 神奈川県道：総延長2,014m（重用延長534m、実延長1,480m：2023年4月1日現在）[2]
- 面積
  - 東京都道： 24,421m2（2023年4月1日現在）[1]
  - 神奈川県道：17,974m2（2023年4月1日現在）[2]
- 都県道認定要件：主要地と主要停車場とを連絡する道路
- 都市計画路線名：多摩都市計画道路3・4・12号読売ランド線（多摩3・4・12号線）

## 路線状況

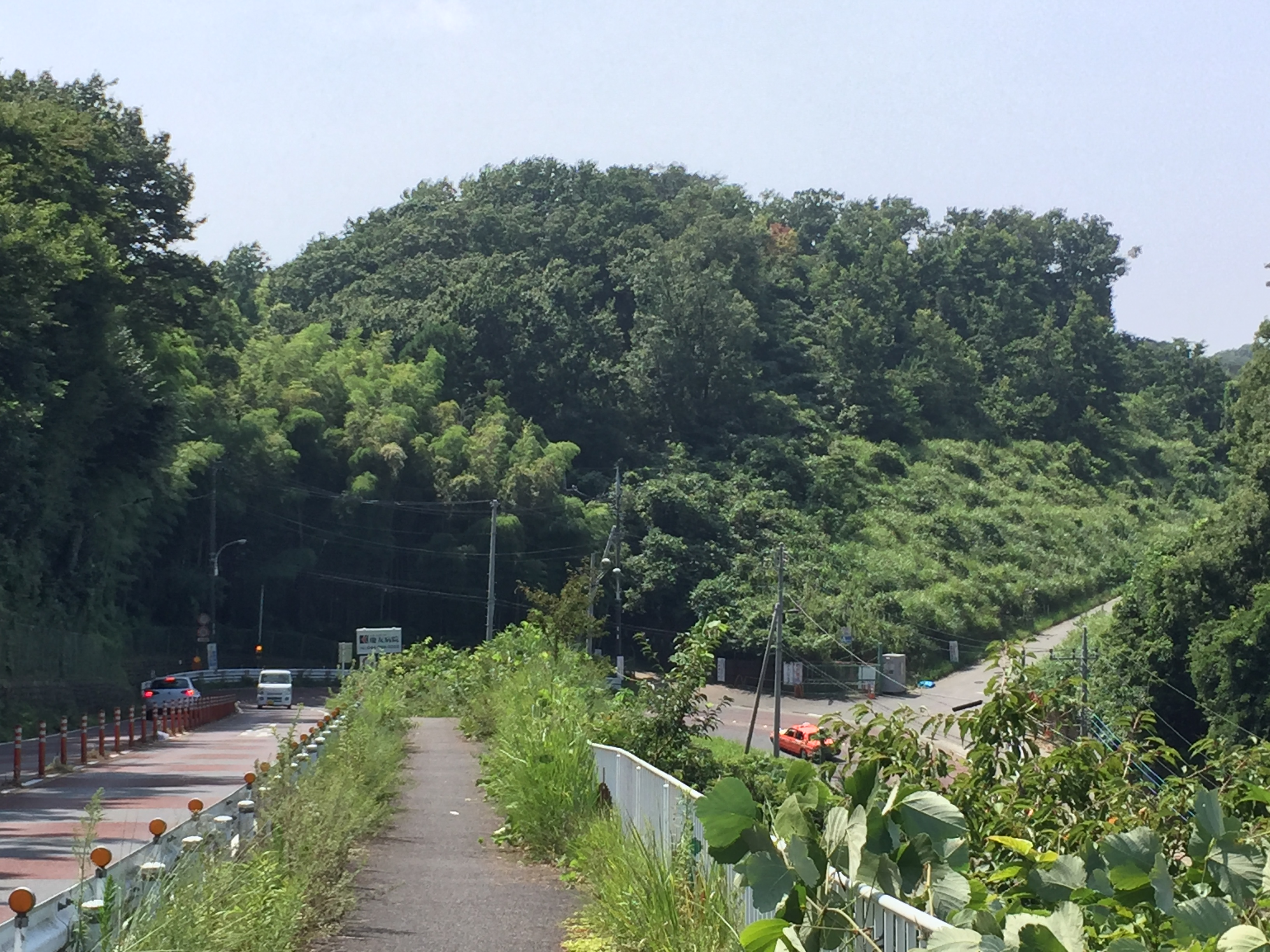
都道124号線の「ランド坂」区間のヘアピンカーブ（東京都稲城市矢野口）。現在はヘアピンカーブ部分に南山方面からの暫定的な道路が取り付けられている

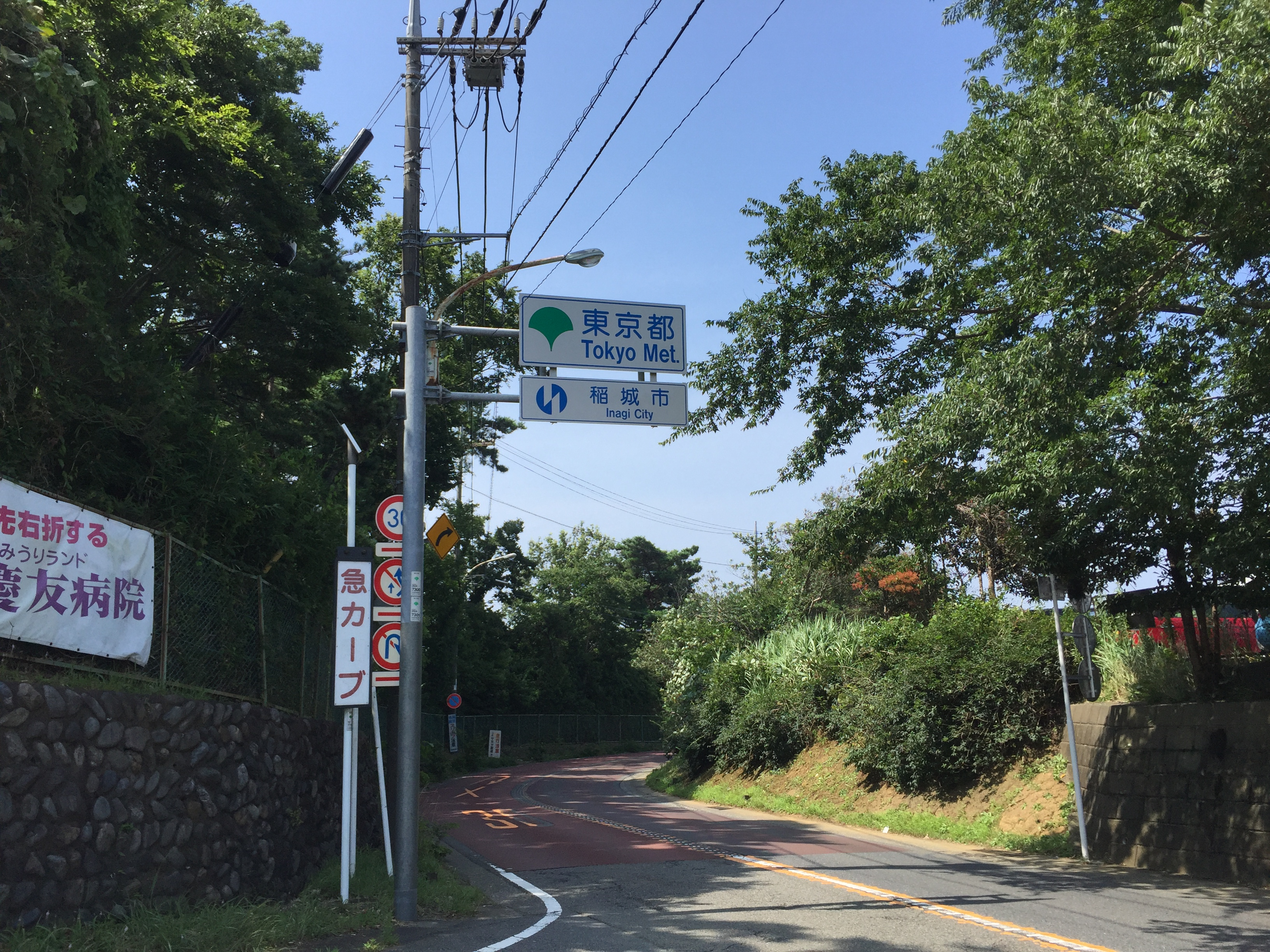
東京都（稲城市矢野口）・神奈川県（川崎市麻生区細山）境

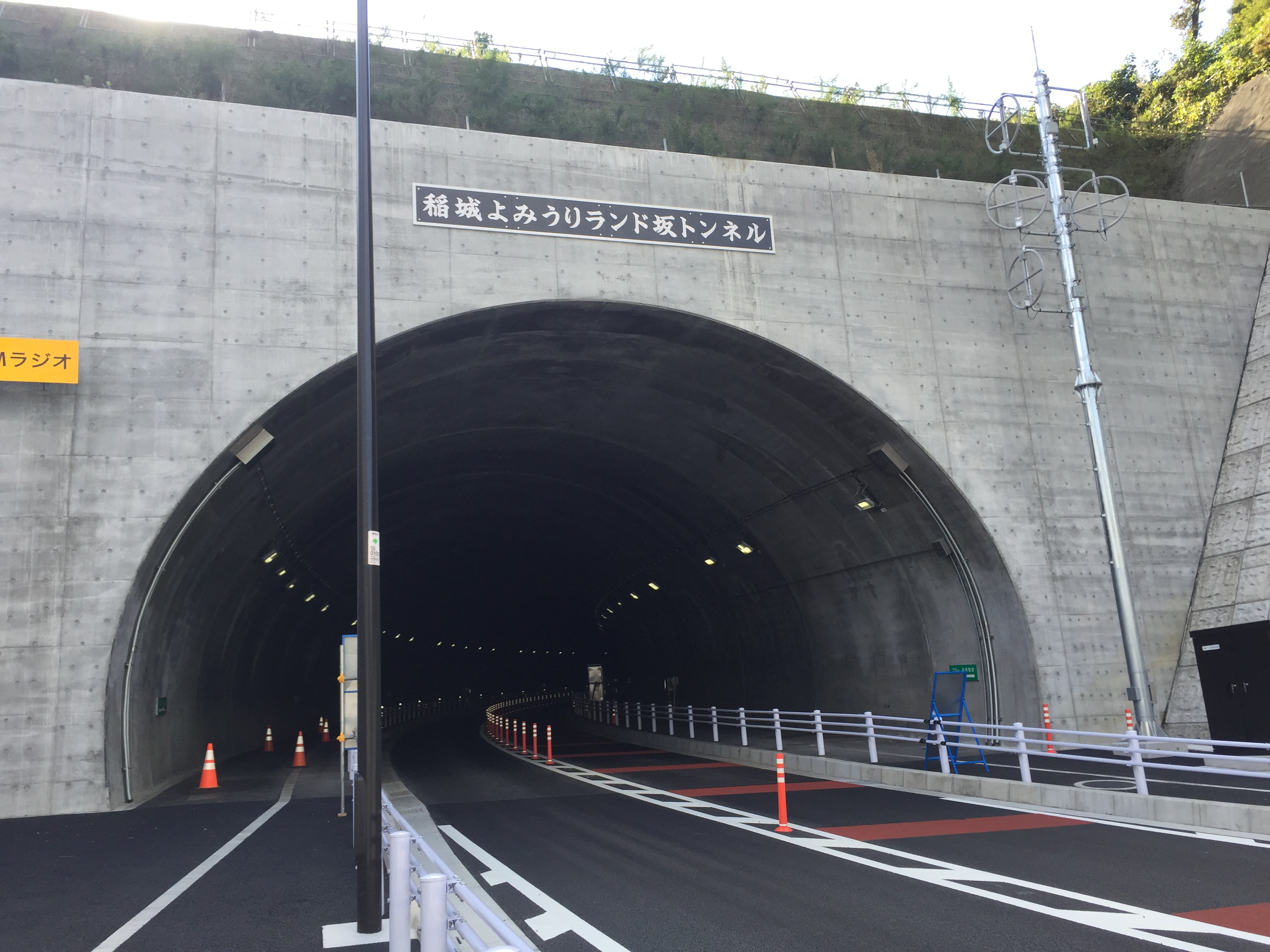
稲城よみうりランド坂トンネル（東京都稲城市矢野口）。暫定開通となり南山方面を大回りするルートに変更された。

特に、標高の高いよみうりランドの前後区間（通称：ランド坂）では、急勾配・ヘアピンカーブが特徴的で、以前はその線形を楽しむためか、週末には違法競走型暴走族も頻繁に出没していた。
2021年9月27日、稲城市矢野口地内の南山東部土地区画整理事業（スカイテラス南山）の進捗により、整備を進めてきた当該区間（多摩都市計画道路3・4・12号読売ランド線）の暫定的な交通開放（「稲城よみうりランド坂トンネル」を含む暫定的な開通）により道路の切り替え（第1次暫定切替）が行われ、よみうりランド坂下バス停付近からヘアピンカーブ手前までの現道の一部区間は工事のため、通行止となった。ただし、しばらくはヘアピンカーブの部分に暫定的に接続している状態が続いていた。
2024年1月29日より、ヘアピンカーブの部分をショートカットする新ルートに切り替わり（第2次暫定切替）、旧道区間は廃止された。2024年12月に本線切替が完了した。

### 重複区間
- 神奈川県道3号世田谷町田線（高石歩道橋下交差点 - 読売ランド前駅付近）

## 地理

### 通過する自治体
- 東京都
  - 稲城市
- 神奈川県
  - 川崎市麻生区、同市多摩区

### 交差する道路
- 東京都道19号町田調布線旧道（読売ランド入口交差点）
- 東京都道19号町田調布線現道（榎戸交差点）
- 神奈川県道3号世田谷町田線（高石歩道橋下交差点）

### 沿線
- 京王よみうりランド駅（東京都稲城市矢野口）
- TOKYO GIANTS TOWN（東京都稲城市矢野口）
- よみうりゴルフ倶楽部（東京都稲城市矢野口）
- よみうりランド（東京都稲城市矢野口）
- 川崎市立西生田小学校（神奈川県川崎市麻生区細山2丁目）
- 読売ランド前駅（神奈川県川崎市多摩区西生田1丁目）